# Интеграл (группа)
«Интегра́л» — советский музыкальный коллектив (ВИА), основанный как джаз-ансамбль в 1962 году Бари Алибасовым и Михаилом Араповым в Семипалатинской области в Чарске. В 1965 году был воссоздан как джаз-квинтет в городе Усть-Каменогорске. В начале 1970-х группа была аттестована Министерством культуры Казахской ССР как профессиональный коллектив. Прекратила существование в 1989 году.

## 1962 г. Предыстория создания
В 1962 году восьмиклассники из Чарска Семипалатинской области Бауыржан Алибасов (настоящие имя и фамилия Бари Алибасова) и Михаил Арапов создают джаз-ансамбль, в составе которого следующие исполнители:
- Михаил Арапов — пианино, баян
- Валерий Белов — труба
- Борис Забелин — кларнет
- Виктор Онищенко — гитара
- Юрий Овсяненко — контрабас

- Бауыржан Алибасов — ударные, вокал, руководитель ансамбля

Музыканты исполняют:
- диксиленд «Когда я пошёл на Бембашу» из репертуара югославского ансамбля «Семеро молодых»[5]
- джаз (соло для трубы) из кинофильма «Лисы Аляски»
- песни Эмила Димитрова

В 1965 году Алибасов и Арапов переезжают в г. Усть-Каменогорск.

## 1965—1969 г. Джаз-квинтет. Бит-группа. Рок-музыка
В Усть-Каменогорске Алибасов и Арапов устраиваются рабочими сцены во Дворец культуры металлургов. Они возрождают джаз-квинтет, куда приглашают студентов местного вуза:
- Владимир Соловьев — саксофон, вокал
- Владимир Сенченков — первая в городе электрогитара «Herrnsdorf»
- Анатолий Лепёшкин — контрабас

Ансамбль назвали «Интеграл». Алибасов пел, сидя за ударной установкой, Арапов получил электроорган «Ionika», впервые появившийся в СССР. Через год Алибасова принимают на должность руководителя джаз-ансамбля с окладом 110 рублей.
Музыканты «Интеграла» играют на танцах в ДКМ, а с наступлением новогодних праздников в течение 14 дней дают серию первых концертов: по 2-3 концерта в день. В репертуаре:
- рок-н-ролл Чака Берри
- Рея Чарлза
- Литтл Ричарда
- «Hippy Hippy Shake» группы The Swinging Blue Jeans
- твист

В репертуаре доминирует твист, который в то время обрёл официальный статус в СССР. Особым успехом у молодёжи города пользовались:
- твисты Полады Бюльбюль-оглы «Ты мне вчера сказала»
- песня Эмила Димитрова «Наш сигнал»
- песня Эмила Димитрова «Арлекино», впоследствии прославивший Аллу Пугачёву[13]

Музыканты «Интеграла» и сами начали сочинять незатейливые твисты и рок-н-роллы. Бари Алибасов и Михаил Арапов пишут свою первую совместную композицию «Весенний дождь», после которой к группе приходит известность.

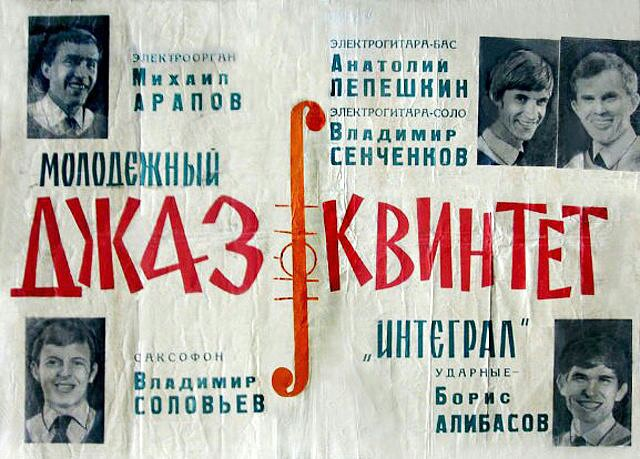
Первая афиша группы «Интеграл», 1966

«Интеграл» приглашают в Восточно-Казахстанский областной театр драмы имени Жамбыла в качестве аккомпаниаторов к двум спектаклям. Джаз-квинтет превращается в бит-квинтет, исполняя модную музыку — твист, рок-н-ролл и песни в стиле House Of Rising Sun «The Animals».
В 1966—1967 годах «Интеграл» гастролирует по Алтайскому краю, Семипалатинской и Восточно-Казахстанской областям с программой «Нам — 20!». В концерте звучат песни протеста против войны во Вьетнаме, написанные Алибасовым и Араповым. В концертных программах звучит инструментальная музыка в стиле «бит» собственного сочинения и из репертуара английской группы The Shadows («Тени»), такие как Kon-Tiki, Shadoogie, и Apache.
Уже в первый год гастролей специально создаётся световое оборудование. Осветитель настолько важен, что его имя указано в афише рядом с именами музыкантов — Валерий Курилов, задача которого синхронизировать свет и музыку. На репетициях Алибасов заостряет внимание не только на музыке, но и на психофизике музыкантов, их пластике и мимике, выразительности эмоций.
За два года в группу приходят и уходят солисты Вячеслав Елисеев, Алена Усова, Валентина Белик. Алибасов счёл, что рок-н-ролл под звуки контрабаса себя исчерпал, и заменил контрабас Анатолия Лепёшкина на бас-гитару Александра Стефаненко.

## Первые эксперименты. А. Крахин, А. Стефаненко
Вслед за Александром Стефаненко в группу приходит гитарист и композитор Александр Крахин. Он создаст произведения, исполняемые группой до конца 1980-х.

А. Н. Крахин, композитор, музыкант, поэт и прозаик: Алибасова, конечно же, все знали в лицо и его знаменитый на весь город «Интеграл». Танцы, концерты, толпы фанатов. И тут подходит ко мне Алибасов — фонтан обаяния, понимания и сочувствия. Разговор ведёт очень тактично и осторожно, а фактически предлагает мне бросить всё и уйти к нему гитаристом и солистом. Это было предложение, от которого невозможно отказаться.

С приходом Крахина и Стефаненко в группе начинается период экспериментального творчества. Александр Крахин экспериментирует с многоканальной магнитофонной записью, сочиняет песни и баллады, совмещая рок-музыку с симфонической классикой, этнической китайской и индийской музыкой. Бас-гитарист Александр Стефаненко пишет лирические песни, близкие по стилистике к группам The Doors, Jefferson Airplane, The Hollies. На концертный репертуар «Интеграла» большое влияние оказывают Led Zeppelin, Pink Floyd и поздние The Beatles. При этом на концертах звучат песни, без которых не было шансов получить от худсоветов разрешение на гастроли. На танцевальных площадках группа по-прежнему исполняет рок-н-ролл, твист, шейк и импровизации по 10-20 минут.
А. Н. Крахин, композитор, поэт и прозаик:

… когда Бари давал палочками тактовый отсчёт, мы неуловимо преображались. Каждый владел какой-то своей, особой, недоступной магией. Сам Алибасов превращался в многорукого Махешвару, грива дыбом, в глазах багровые молнии. Шаман и демон! Своими ритмами он в одиночку мог заставить зал реветь от восторга. Миша Арапов надежен, как скала, сбить его невозможно, даже если рухнет штанга с фонарями. Саня Стефаненко, несуетливый, лаконичный. Его точный бас прочно держал нас всех вместе, подобно гравитационному полю.

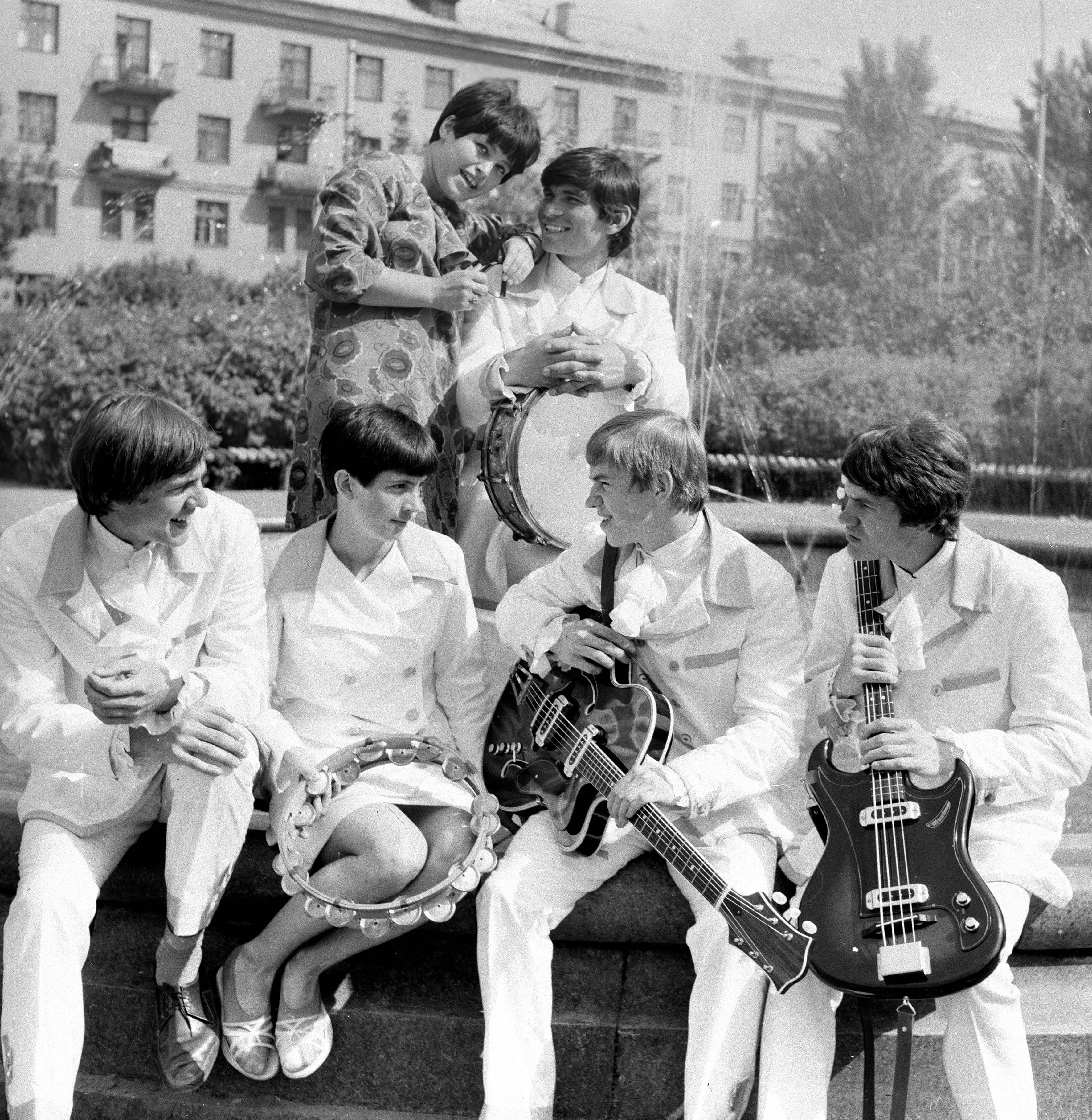
Биг-бит Интеграл 1968 год:
- А. Романчук — вокал
- Б. Алибасов — ударные
- В. Свисткова — вокал
- М. Арапов — электроорган
- А. Крахин — электрогитара
- А. Стефаненко — бас-гитара

В конце 1960-х группу покидает саксофонист Владимир Соловьёв, «Интеграл» превращается в типичную бит-группу по составу, но продолжает экспериментировать. На концертах группа использует несколько киноэкранов, киносюжеты сняты руководителем киностудии Николаем Тихоновичем Кариковым. Появляются специально разработанные динамические световые приборы, многоярусные декорации, действие на сцене развивается в горизонтальных и вертикальных плоскостях. Эксперименты обходятся без увечий до того момента, пока с колосников не падает на сцену барабанщик В.Барашков.
А. Н. Крахин:

… Мы ничего не знали о том, как работают на сцене ведущие рок-группы мира, но уже тогда применяли огромный киноэкран вместо задника. Лазеров не было, но были «пистолеты», «лягушки» и стробоскопы, смешанные номера с духовым оркестром и скрипичным ансамблем… Для меня это поток красок, музыки, разноцветных софитов в морду, безжалостных и слепящих, грохот барабанов, хриплый и нежный рев моей гитары. Идеи носятся в воздухе? Или же Алибасов — это усть-каменогорский граф Калиостро, видящий будущее?

В 1969 году группа отправляется в гастрольный тур по Казахстану, который завершается концертами в столице Казахстана — Алма-Ате.
В 1960-х «Интеграл» гастролировал под эгидой профсоюзных и комсомольских организаций.
В 1970-х Восточно-Казахстанская филармония тарифицирует группу в категории «артисты инструментального ансамбля» со ставкой 5,5 руб. Затем музыканты получают аттестационное удостоверение артистов-инструменталистов Министерства культуры Казахской ССР. Это была единственная в Казахстане музыкально-вокальная группа, получившая групповое аттестационное удостоверение.
Следующий аттестат «Интеграл» получил в Саратовской филармонии.

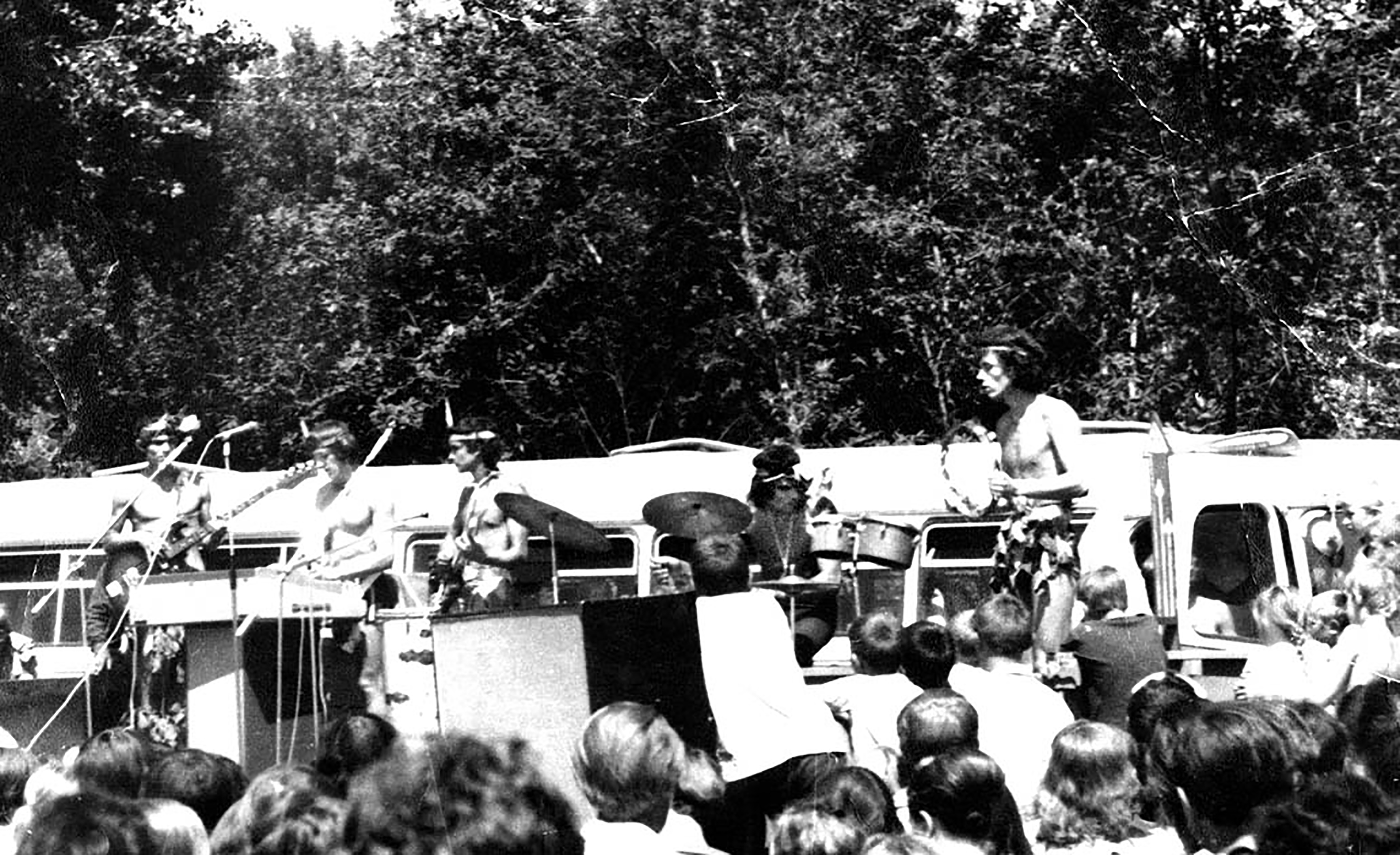
Концерт «Интеграла» на площади г. Усть-Каменогорска, 1970-е годы

## 1971—1973 г. Психоделика
В 1971 году после двухлетнего перерыва, связанного со службой Алибасова в армии, «Интеграл» возродился:
- Михаил Арапов — орган
- Александр Крахин[25] — композитор, гитара, губная гармошка
- Александр Стефаненко — композитор, бас-гитара, вокал

К ним присоединяются:
- Альберт Гумаров — бас-гитара, вокал
- Анатолий Филипьев — пианист, клавишник, вокалист
- Михаил Лазарев — гитарист, флейтист, банджист, который тяготеет к стилю

Яна
Андерсона (Ian Anderson) из Jethro Tull
- Бахытжан Ахмешев — стил-гитара
- Ержан Абдрахманов — вокалист, в будущем директор государственного оперного театра Казахстана и заместитель мэра

На время очередного призыва кого-то из интегральцев, в качестве сессионных музыкантов в группу пришли:
- Александр Теренин — бас-гитара
- Александр Белозёров — гитара
- Виктор Белозёров — гитара

«Интеграл» продолжал работать на танцплощадках городского парка и Дворца культуры, но основное репетиционное время было отведено концертному репертуару в разных музыкальных направлениях, от рока и психоделики, до симфо-рока и кантри. В концертной программе звучала даже психоделическая музыка в стиле Вудстокского фестиваля 1969 года.
В составе ансамбля появляется камерная группа струнных инструментов — две скрипки, альт, виолончель. С «Интегралом» работает дирижёр эстрадно-симфонического оркестра Казахского радио и телевидения — Евгений Журкин. Струнная группа звучит в песнях А. Крахина «В чистом небе», «Нищий». Алибасов делает из песен большие полистилистические композиции. «Нищий» останется в репертуаре на много лет, песню споют:
- Женя Белоусов[29]
- Альберт Гумаров
- Юрий Лоза
- группа «Форсаж»
- Иван Шаповалов

В середине 1970-х музыкальным руководителем группы становится пианист и педагог Владимир Доленко, который знакомит Алибасова с сери́йной те́хникой и додекафонией Антона Веберна и Арнольда Шёнберга. Алибасов становится поклонником атональной музыки нововенской школы Арнольда Шёнберга, Чарлза Айвза и Джона Кейджа.
А. Н. Крахин:

Алибасов — безусловно креативный, яркий, всегда на два шага впереди самой продвинутой элиты, умеющий привлекать людей и заставлять их работать на идею и при этом всегда в маске эдакого сельского гармониста-затейника… Да это же была просто готовая ростовая «мишень» для всяческих охранителей партийной идеологии! Бремя лавирования между обкомами, горкомами и райкомами, партийными и комсомольскими, нёс именно Бари.

## Тарификация группы. Кантри-стиль
Александр Крахин и Александр Стефаненко поочерёдно уходят в армию. Алибасов увлекается стилем кантри, малоизвестным в СССР.
В группе:
- Альберт Гумаров — бас-гитара
- Петр Березовский — ударные
- Ержан Абдрахманов — вокал
- Бари Алибасов — ударные, вокал
- Михаил Лазарев

Музыкант осваивает блюграсс. Анатолий Филипьев пересаживается с электрооргана за электропианино, а Лазарев кроме гитары теперь играет на банджо и флейте. Бахытжан Ахмешев играет на традиционном кантри-инструменте — стил-гитаре. За световым пультом Сергей Янкин, за пультом звукорежиссёра Юрий Чащевой. Позже его сын Олег Коршунов станет солистом группы «НА-НА».
Начинается сильнейшее давление на группу со стороны партийных органов Восточно-Казахстанской области. Музыканты были вынуждены уехать из Усть-Каменогорска..
Полгода группа гастролирует по Иркутской области, а затем получает приглашение в Саратовскую филармонию. Анатолий Филипьев остаётся заканчивать университет, вместо него в группу приходит гитарист Юрий Лоза, работавший гитаристом в ВКО филармонии в небольшой детской группе клоуна Юрия Павлова.

## 1976—1982 г. Гастроли
В 1976 году прошли гастроли по Западной Сибири и Саратовской области. Вспоминает зав. отделом кадров филармонии Татьяна Акимова:

Их появление на сценах домов культуры произвело эффект взорвавшейся бомбы. Девушек поразили костюмы ядовито-зеленого цвета и одинаковый рост выступавших ребят — 1,85 метра. На концертах «Интеграла», проходивших в саратовском цирке и Дворце спорта, были аншлаги.

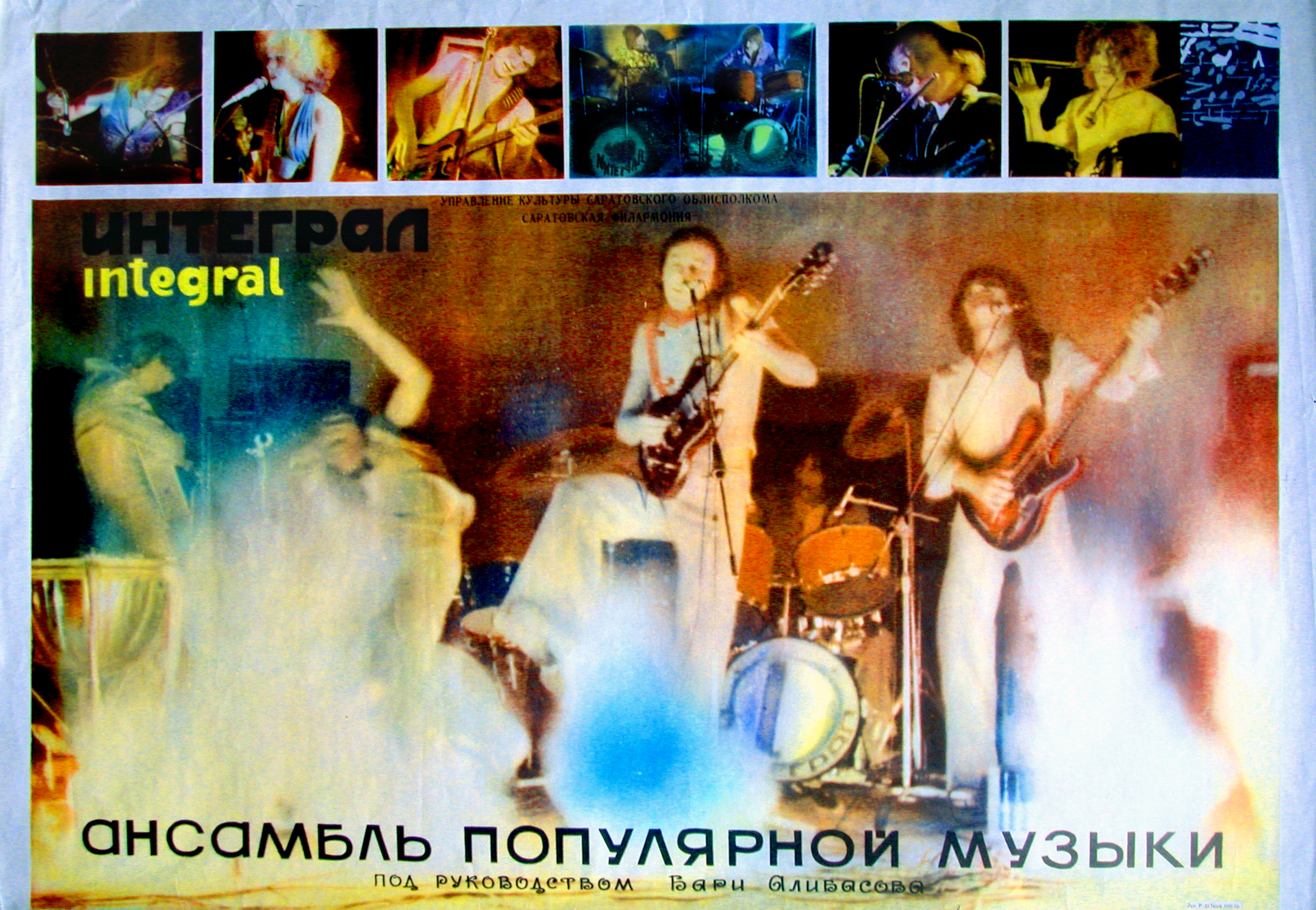
Афиша «Интеграла»

Артистов оформляют в Саратовскую филармонию, Росконцерт выдаёт гастрольное удостоверение на работу по СССР. Алибасов пригласил из Ленинграда скрипачку и бас-гитаристку Ирину Комарову и её мужа, конферансье Сергея Серебрянского. Сформировался состав группы, имевший большой успех:
- Бари Алибасов — композитор, лидер-вокал, ударные, руководитель
- Альберт Гумаров — бас-гитара, лидер-вокал
- Юрий Лоза — композитор, гитара, лидер-вокал
- Ирина Комарова — скрипка, бас-гитара, вокал
- Михаил Лазарев[41] — банджо, гитара, флейта, вокал
- Бахытжан Ахмешев[42] — стил-гитара, вокал
- Виктор Щедрин — гитара, флейта, вокал
- Пётр Березовский — ударные

Был принят на работу и танцевально-пластический дуэт — Леонид и Марина Пахаревы. Директором первых гастролей назначена Римма Крашенинникова. Последняя была замечена в махинациях с билетами, задержке выплат артистам, мошенничестве. Алибасов сообщает об этом дирекции Саратовской филармонии. В Ташкенте по окончании гастролей Крашенинникова прячет в своём гостиничном номере гитары Лозы и Гумарова. Перед выездом в аэропорт музыканты проникают через балкон в номер Крашенинниковой и забирают свои гитары. В Москве в самолёте Лозу и Гумарова арестовала милиция, их отправили обратно в Ташкент. Артисты неделю находятся в ташкентской тюрьме, пока Алибасов и директор филармонии Скорлупкин улаживают конфликт.
После неудачного старта гастрольная география «Интеграла» стала стремительно расширяться. В Ленинграде группа гастролирует 14 дней подряд, давая по два концерта в день на сцене Дворца культуры им. Дзержинского, о чём напоминает афиша. Восемь-девять месяцев подряд «Интеграл» ежегодно гастролирует по Советскому Союзу, группа даёт по 15—30 концертов в каждом городе. Теперь в составе коллектива более 30 человек, включая большую техническую группу.
Директор Саратовской Филармонии Александр Скорлупкин вспоминал:

Люди давились в очереди за билетами на концерт.

Во время гастролей в коллективе была жёсткая дисциплина, и профессиональная, и личная жизнь артистов подчинена одной цели — идеально работать во время концерта. Это касалось и технических служб и администраторов коллектива. Алибасов установил жёсткое правило: гастроли — не туристическая поездка, желающие пообщаться с местными девушками могут повторить самостоятельно этот маршрут после гастролей. Коллектив давал по 2—5 концертов в день, ежедневно репетируя по 2—3 часа.

Вячеслав Зайцев:

Московская журналистка Элла Федосеева привезла меня из Москвы в Ленинград на подпольный концерт «Интеграла». Это был классный, совершенно невероятный концерт. Это была сочная, экстравагантная группа из 4 парней и одной девушки. Концерт меня настолько вдохновил, что под его сильным впечатлением я несколько ночей подряд взахлёб работал над эскизами костюмов для «Интеграла». Мне было чрезвычайно интересно с ними поработать. По сей день я выставляю эти работы на своих выставках.

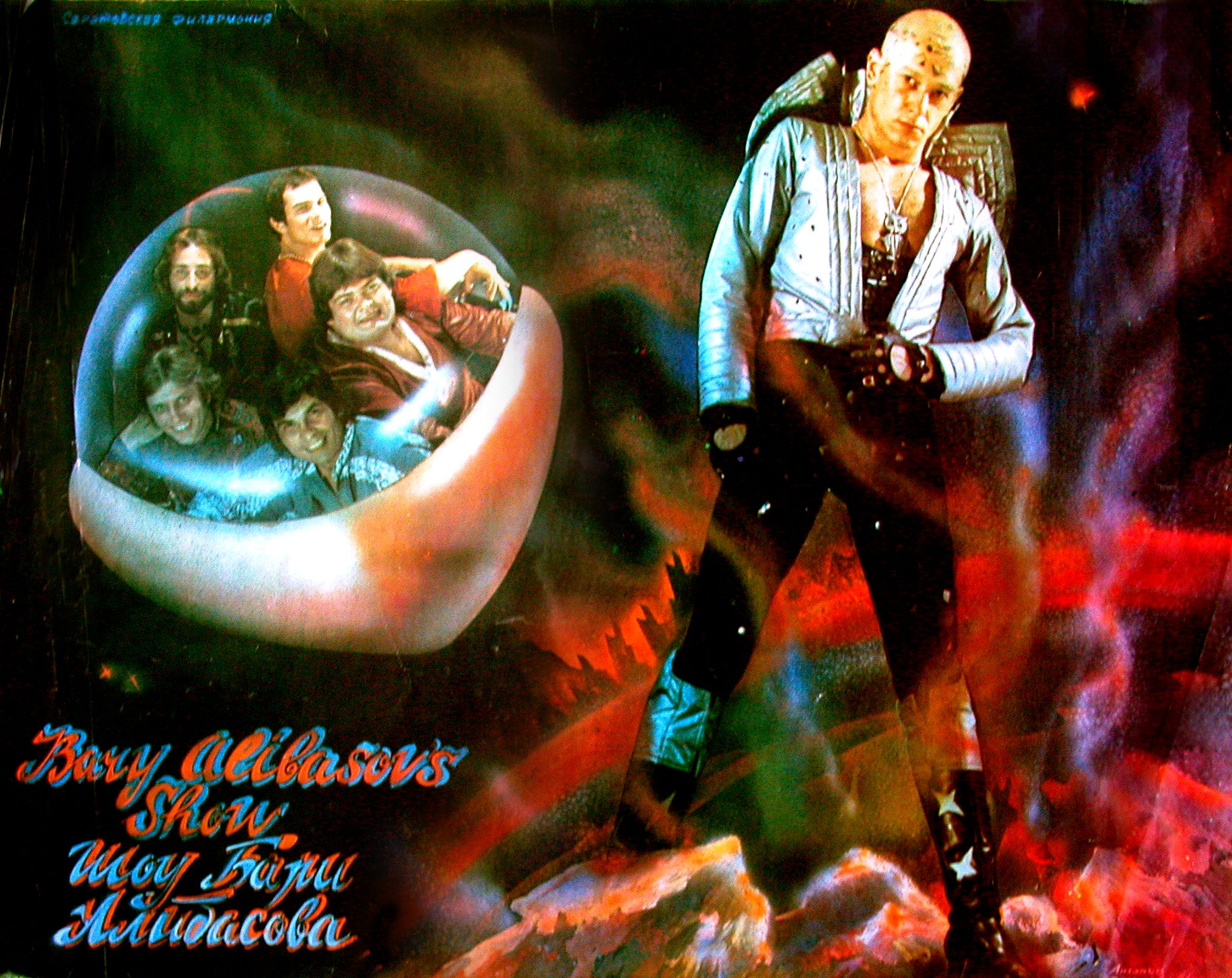
Группа «Интеграл». Афиша, 1980 г.

В конце 1970-х в Москве Алибасов познакомился с Владимиром Кирилловым, у которого был первый видеомагнитофон «U-matic» с записями мировых рок-звёзд. После этого в группу был приглашён режиссёр по пластике Сергей Гельсинфорский и постановщик программы, режиссёр-авангардист — Евгений Харитонов, работавший с оригинальной группой «Последний шанс». Началась системная работа не только над пластикой но и над сознанием артистов.
В этот период в «Интеграл» приходит гитарист Юрий Ильченко, (экс-«Машина времени»). В репертуаре усилился блюзовый оттенок, появилась возможность практически «с листа» играть новый блюзовый репертуар:
- «Старый дом» Юрия Лозы
- «Мне хочется пить»
- «Авторок» Юрия Ильченко. В 1980 году газета «Московский комсомолец» назвала Юрия Ильченко лучшим гитаристом года

С появлением в 1977 году Игоря Сандлера, радикально изменилось не только звучание, но и образ группы. Игорь Сандлер был обладателем четырёх клавишных инструментов, ввоз которых на территорию СССР считался контрабандой.
Благодаря инструментам Сандлера, у «Интеграла» появилось агрессивное, космическое звучание. В Анапе Игорь Сандлер появился на концерте лысым, что подтолкнуло Алибасова к перевоплощению группы в инопланетян, гармонично сочетающихся с психоделической музыкой. Изменилась световая партитура, подсвечивалась лысина Сандлера, мечущегося по сцене с сачком и с отражателями на лысой голове, лучи света слепили глаза зрителей. В газетах появилась фраза: «Интеграл» взлетел на пьедестал славы на лысине Сандлера".
В 1981 году в «Интеграл» пришёл ещё один скрипач Ярослав Ангелюк, обладатель собственной студии звукозаписи. На этой студии Юрий Лоза записал вместе с Ангелюком альбом «Путешествие в рок-н-ролл».
Давид Тухманов в интервью «Литературной газете» отметил:

Появление таких рок-групп, как «Интеграл» — это приметы сегодняшней музыкальной эстрады. Красочность, юмор, традиции русских скоморохов в сочетании с современными ритмами характерны для «Интеграла». Мне кажется, эта сторона жанра должна привлечь внимание режиссёров, художников, балетмейстеров, создателей телепрограмм.

Алексей Козлов:

В то время все попытки делать шоу на советской эстраде пресекались, да никто толком и неумел ничего делать, ни двигаться на сцене, ни пользоваться светом и декорациями, ни одеваться. Пионеры этого дела — группа «Интеграл» Бари Алибасова — подвергались постоянному давлению со стороны смотрителей культуры. Но трудность в изменении эстетики концерта состояла не только в запрете. Гораздо сложнее было решить внутренние проблемы, связанные с неумением наших артистов преодолеть барьер раскованности и почувствовать себя артистами, шоуменами.

## 1978 г. Фильмы «Не бойся, я с тобой», «Звезда и смерть Хоакина Мурьеты»

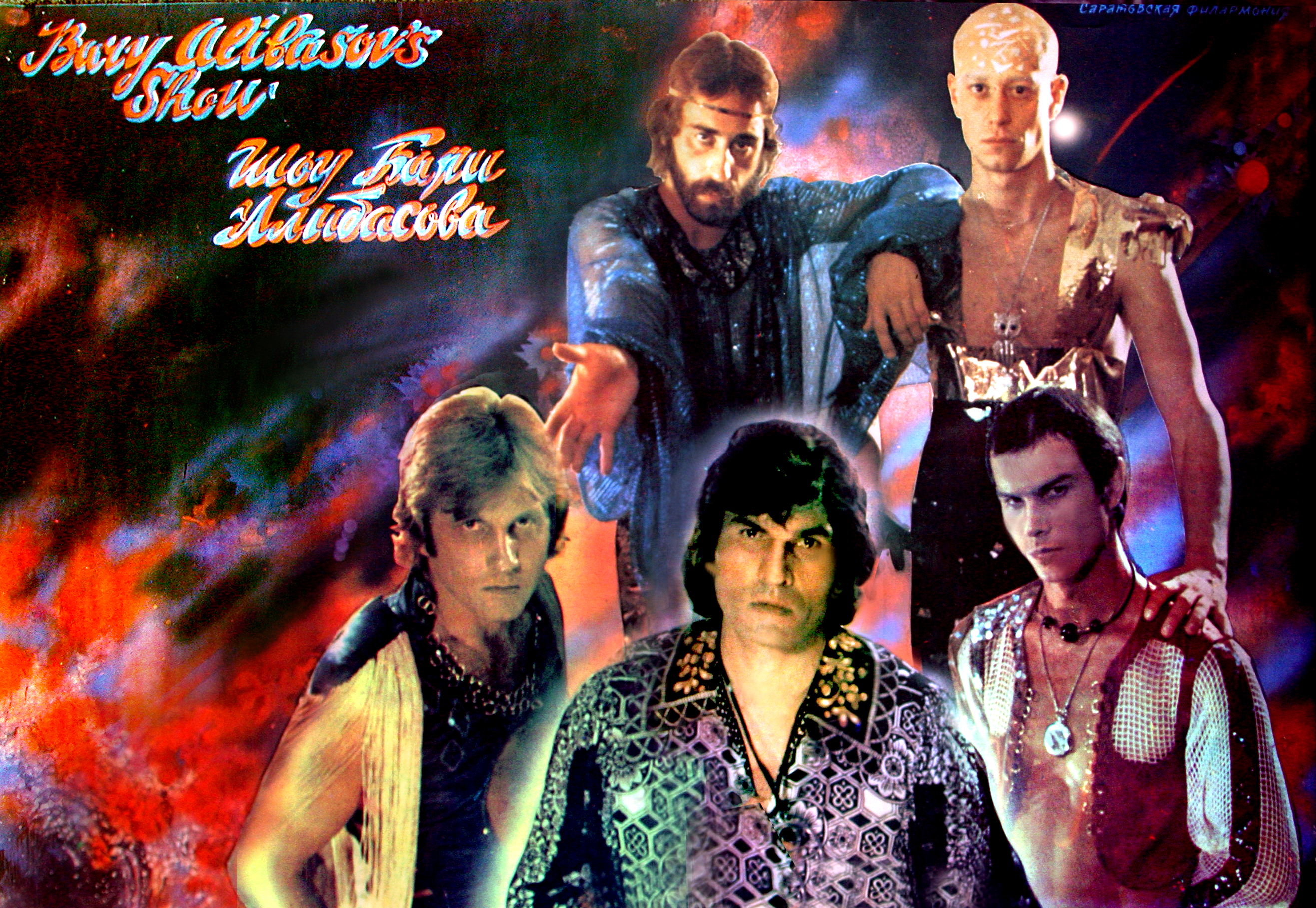
Сожжённая афиша «Интеграла». Ю. Лоза, Б. Алибасов, А. Гумаров, П.Березовский, И. Сандлер, 1982

В 1978 году Алексей Рыбников предложил «интегральцам» не только записать его музыку к фильму, но и сняться в кинопостановке рок-оперы «Звезда и смерть Хоакина Мурьеты» на стихи Павла Грушко. «Интеграл» записал в стиле кантри несколько треков для фильма. В роли врагов Хоакино снимались интегральцы Гумаров, Щедрин, Сандлер и Лоза. «Интеграл» для фильма записал несколько музыкальных номеров.
В 1980—1981 годах кинорежиссёр Юлий Гусман и композитор Полад Бюль Бюль Оглы предложили «Интегралу» записать музыку к их фильму «Не бойся, я с тобой», однако на пластинке с песнями из фильма «Не бойся, я с тобой» материала «Интеграла» не оказалось.
А. Н. Скорлупкин вспоминает:

В обкоме партии как только не называли ребят: «антисоветчики», «подрыватели идеологии». Особенно чиновники и чекисты обозлились, когда я выбил Алибасову, нигде не прописанному, двухкомнатную квартиру

Художественный руководитель Саратовской филармонии А. И. Катц вспоминает слова Скорлупкина:

В начале 80-х годов мне удалось «выбить» 2-комнатную квартиру для Алибасова в элитном доме на берегу Волги. Как всегда бывает, появились недовольные. Один из них ходил в обком партии и возмущался: «Почему элитная квартира досталась какому-то проходимцу. Можно подумать, что у нас нет более достойных претендентов на жилье!» Тут же организовали комиссию, которая, придя ко мне, потребовала отдать квартиру. Но я предъявил им ордер, выписанный на имя Алибасова.

## «Интеграл» на фестивале «Весенние ритмы. Тбилиси-80»
Рок-фестиваль «Весенние ритмы. Тбилиси-80» был организован Грузинской национальной филармонией, Союзом композиторов Грузии, Республиканским центром культуры молодёжи и Центральным комитетом Комсомола Грузии. Среди организаторов были критик Артемий Троицкий и тогдашний глава Грузии Эдуард Шеварднадзе.
В жюри входили такие известные музыкальные деятели:
- Юрий Саульский
- Гия Канчели
- Константин Певзнер
- Владимир Рубашевский
- Аркадий Петров

Песню «Подснежник», которую исполнила группа «Интеграл», можно назвать символом фестиваля, поскольку группы воспринимались как первые весенние цветы, выглянувшие из-под сугробов. Впрочем, фестиваль мог и не состояться, так как Тбилисская филармония не смогла собрать аппаратуру, необходимую для озвучивания рок-концерта. Выручил ансамбль «Интеграл», заехавший в грузинскую столицу, двигаясь по гастрольному маршруту. Вместе с группой в столицу Грузии прибыли две фуры со светом, колонками и усилителями, которые и обеспечили фестивалю нормальный звук.

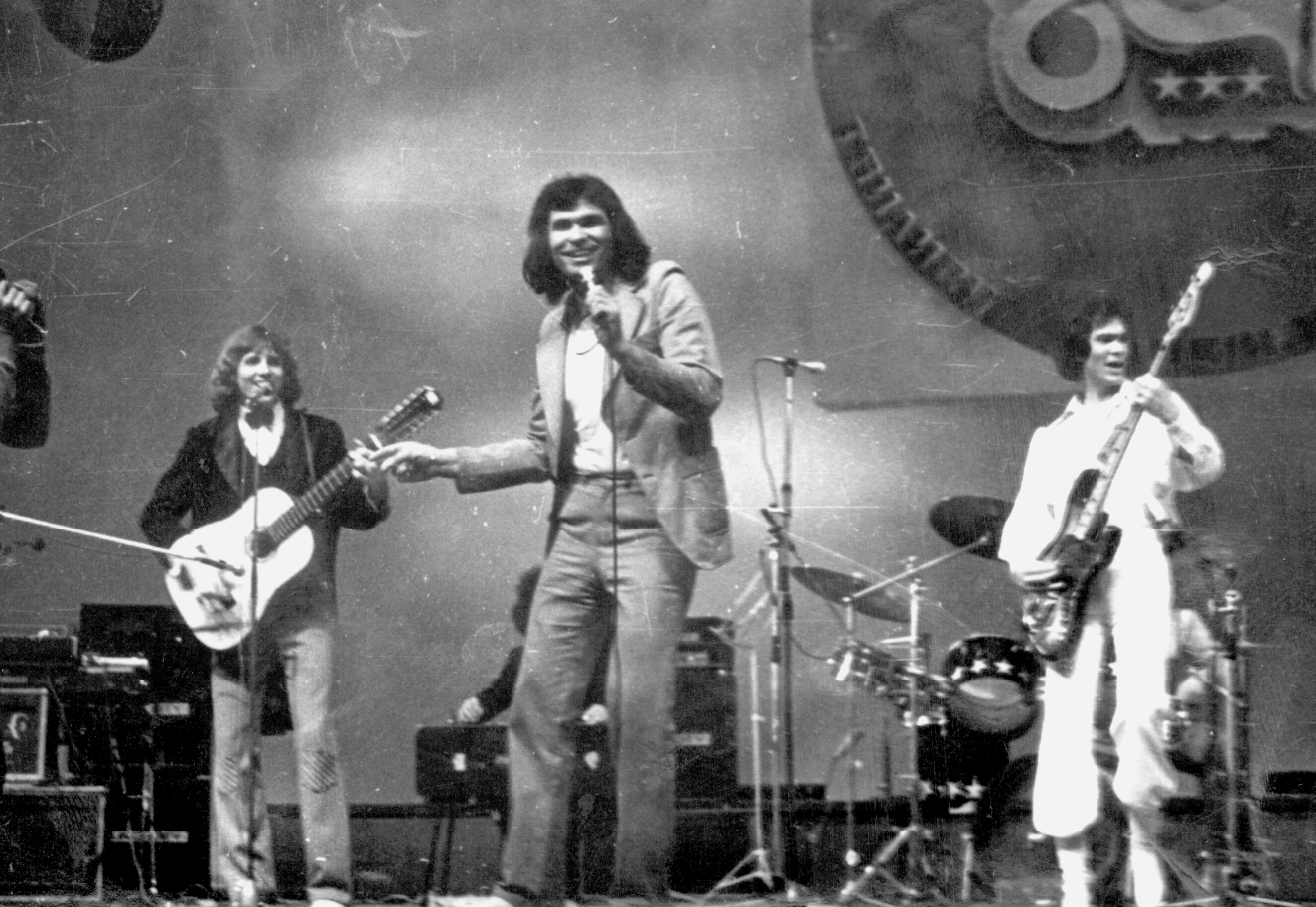
«Интеграл» на фестивале «Тбилиси-80». Ю. Лоза, Б. Алибасов, А. Гумаров, 1980

Александр Кутиков, группа «Машина времени»
«Интеграл» нас выручил очень сильно, поставив всю свою аппаратуру на конкурсный концерт, благодаря чему „Машина времени“ завоевала лауреатство. Вечером мы купили два ящика хорошего грузинского вина и бутылок десять коньяка, и в моём номере устроили дружескую встречу «Интеграл» и «Машины времени».

Андрей Макаревич, группа «Машина времени»
У Алибасова в то время была роскошная команда „Интеграл“. Они уже тогда понимали, что такое свет, что такое шоу. Они были клевые!
Позже группа выпустила пластинку с тремя песнями фестиваля.

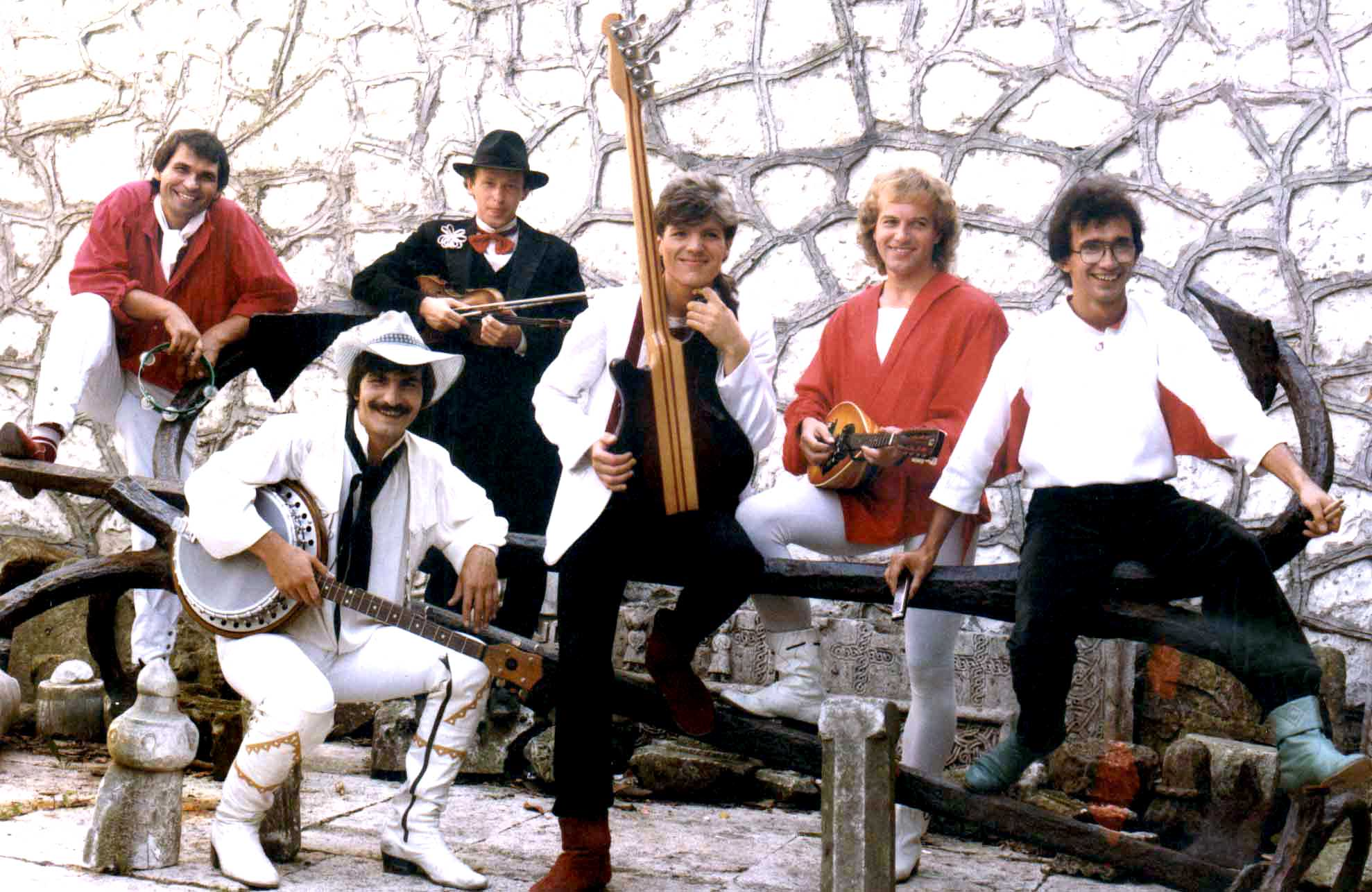
Группа «Интеграл». Б. Алибасов — вокал, А. Шепелёв — банджо, добро, И. Копнинцев — скрипка, В. Козак — бас-гитара, А. Павлюченко — гитара, И. Луцив — ударные, 1983

В 1981 году группу покидают сразу три ведущих исполнителя:
- банджо, флейта, гитара — Михаил Лазарев
- скрипачка и бас-гитаристка Ирина Комарова, которая к тому времени стала женой Лазарева
- бас-гитарист Александр Назаров

В том же году «Интеграл» выпустил ряд блатных песен:
- «Ах, уе», исп. Альберт Гумаров
- «Ария Петлюры», исп. Халил Даукаев
- «Киев без Подола», исп. Халил Даукаев
- «Мне сегодня ровно 32», исп. Юрий Лоза
- «Над деревней Клюевкой», исп. Юрий Лоза
- «Нос, мой нос», исп. Виктор Щедрин
- «Ой дали, да», исп. Халил Даукаев
- «Посмотри на луну», исп. Альберт Гумаров
- «Волга-мать шумит угрюмо», исп. Игорь Сандлер

В записи этого случайного альбома участвовали:
Юрий Ильченко — гитара
- Юрий Лоза — гитара, вокал
- Халил Даукаев — ударные, вокал
- Игорь Сандлер — клавишные инструменты, вокал (это первая запись его голоса)
- Пётр Березовский — ударные
- Бари Алибасов — звукорежиссёр

31 декабря 1982, по окончании контракта, «Интеграл» покидают все исполнители, проработавшие в группе 5 лет. Игорь Сандлер создал группу «Индекс 398» в Липецкой филармонии с солистом Григорием Лепсом, Ю. Лоза ушёл в группу «Зодчие».
В группу принят банджист и исполнитель на до́бро — Андрей Шепелёв.

## 1983—1989
В 1983 году полностью обновляется состав группы. Приходят:
- гитарист Рифат Даукаев
- гитарист и банджист Игорь Плисов
- бас-гитарист Игорь Новиков[61]
- гитаристы — Виктор Щедрин, Александр Павлюченко
- барабанщики Халил Даукаев и Игорь Луцив (впоследствии «А-Студио»)
- из группы «Секрет»[62] приходит поэт и бас-гитарист Дмитрий Рубин[63][64][65]
- скрипач — Игорь Копнинцев
- клавишник, он же музыкальный руководитель, Светослав Лазаров. Позже Лазаров создал собственную студию в Лос-Анджелесе, где Михаил Шуфутинский записал свои первые альбомы[66]. В этой же студии писалась и группа «НА-НА» в Калифорнийский период.

В 1984 году «Интеграл» даёт 10 концертов на сцене Московского государственного театра эстрады. К барабанщикам Даукаеву и Луциву присоединяются:
- бас-гитарист Владимир Козак
- клавишник Владимир Кирюшкин
- гитарист Сергей Перегуда
- в качестве помощника пришёл Андрей Разин, который не попал в «Интеграле» на сцену, но освоил алибасовские методы продюсирования и позже основал «Ласковый май».[67]

Владимир Козак исполнял в концерте несколько песен, одна из них «Привет». До Козака её пели предыдущие бас-гитаристы «Интеграла» — сначала Дмитрий Рубин (автор этой песни, пришедший в «Интеграл» из группы «Секрет»), потом Игорь Новиков. С этой песней «Интеграл» попал на Центральное телевидение в программу «В субботу вечером». Песня «Привет» в исполнении «Интеграла» попала даже в хит-парад газеты «Московский комсомолец».

## Алибасов против КЗоТ
7 декабря 1985 года в газете «Советская культура» была опубликована статья Бари Алибасова «Художественный руководитель не предусмотрен», где Алибасов подверг резкой критике существующий Кодекс законодательства о труде, который опирался на указы принятые ещё в 1930-х годах.
В 1930-е годы и до начала 1960-х не предполагалось использование на сцене электротехнического оборудования (даже микрофонов), для привлечения зрителей в концертные залы было достаточно звучания акустических музыкальных инструментов и вокального голоса. Оплата труда артистов регулировалась по их принадлежности к штатным категориям: вокалист, инструменталист, артист разговорного жанра, танцор, артист оригинального жанра (фокусы и т. д.).
Появившиеся в 1960-х ВИА оказались в сложном положении: играя на гитаре, артист не мог получать деньги за пение и наоборот. Это было время, когда певцов, поющих в микрофон, называли «шептунами». В число таких исполнителей попал даже Марк Бернес. Считалось, что вокалист, поющий в микрофон, не настоящий певец. О световой и звуковой аппаратуре знали лишь в стационарных театрах.
В штатном расписании гастрольных коллективов не существовало таких должностей, как
- звукорежиссёр
- светотехник
- машинист сцены
- заведующий постановочной частью
- художественный руководитель

Была лишь должность «бригадира», выдающего суточные, эту функцию выполнял один из артистов коллектива за 4 рубля с концерта.
Появившиеся в середине 1960-х гастролирующие профессиональные ВИА испытывали огромные юридические трудности при приёме на работу технических специалистов. Людей таких профессий не было. Самородков оформляли артистами, что было противозаконно. Подобная практика грозила не только увольнением, но и тюрьмой (Вилен Иванович Дарчиев, руководитель ансамбля «Шестеро молодых» Саратовской филармонии, получил десять лет за то, что на ставке артиста держал маршрутного администратора по рассылке афиш; он умер в тюрьме).
Советские артисты ездили по стране на 12-местном автобусе «Кубань» с небольшим пространством для инструментов в заднем отсеке. Тесный салон с жёсткими сиденьями был холодным зимой, летом душным. Автобус был создан для артистов по указанию министра культуры Е. Фурцевой, его прозвали «Фурцвагеном».
Ситуация изменилась, когда вышла статья «Художественный руководитель не предусмотрен». После этой публикации многие коллеги-артисты были уверены, что Алибасова посадят в тюрьму, и даже сторонились его, боясь той же участи. Статья, напечатанная в одном из самых авторитетных партийных изданий, стала поводом для двух заседаний с участием Алибасова. Успешно прошло заседание с участием министра культуры В. Кухарского. Об этом руководство Саратовской филармонии напишет в характеристике Алибасова:

Публикация Алибасова «Художественный руководитель не предусмотрен» в газете «Советская культура» стала предметом обсуждения в Министерстве Культуры РСФСР.

Благодаря гастрольному опыту «Интеграла» Алибасов добился от Минкультуры изменений КЗоТ.

## Последний состав группы
В середине 1980-х в составе «Интеграла» произошли перемены. Уходит Сергей Перегуда (впоследствии он стал музыкантом группы «Любэ»), на освободившееся место был отобран Валерий Юрин (впоследствии он стал солистом группы "На-На").
В группу возвращается бас-гитарист первого состава — Альберт Гумаров, приходит барабанщик и вокалист Андрей Потанин. В группе играют ещё два барабанщика — Николай Крючков и Анатолий Кругляк. Солисткой группы стала Марина Хлебникова.
В 1989 году «Интеграл» записал альбом «Мутанты». Тексты песен альбома в угоду перестроечной моде были настолько «политизированы», что фирма «Мелодия» отказалась его выпускать (он был издан только в 1994 году на лейбле Image Records). Альбом создавался совместно с музыкальным руководителем «Интеграла» Сергеем Шмелёвым, когда-то игравшим в группе «Аракс» и у Юрия Антонова.
За 25 лет существования «Интеграл» играл музыку разных направлений, и это всегда была новая музыка, едва появившаяся в мировой музыкальной индустрии, что многие считают свидетельством полной беспринципности взглядов и элементарного конъюнктурного подхода «оседлать волну».
Группа «Интеграл» постоянно и беспорядочно меняла музыкальный стиль, но так и не нашла ни собственного лица, ни своего зрителя. В конце 1980-х Алибасов окончательно понял, что «Интеграл» полностью исчерпал себя и достиг своего дна, и больше не может менять музыкальный язык, а появление диско спровоцировало Алибасова на создание новой и теперь уже окончательно «попсовой» версии «Интеграла» — так появилась группа «На-На».

## Дискография
- 1980 — «Подпольный концерт» (магнитоальбом);
- 1980 — Шоу-Ансамбль «Интеграл» / EP, ВФГ «Мелодия»[75];
- 1983 — «Концерт» (магнитоальбом);
- 1986 — «Концерт в г. Балаково» 12 мая 1986 года (магнитоальбом);
- 1994 — Шоу Бари Алибасова «Интеграл» — CD «Мутанты» (запись 1989), «Image Records»[75].

### Музыка к мультфильмам
- 1980 — Хитрая ворона (мультфильм).

## Составы группы

### Первый состав / джаз-квинтет (1966—1967)
- Бари Алибасов — конферансье, барабаны, вокал
- Михаил Арапов — электроорган
- Владимир Соловьев — саксофон
- Владимир Сенченков — гитара
- Анатолий Лепешкин — контрабас
- Вячеслав Елисеев — вокал
- Алена Усова — вокал
- Валентина Белик — вокал

### Второй состав / бит-группа (1968—1969)
- Бари Алибасов — конферансье, барабаны, вокал
- Михаил Арапов — электроорган
- Александр Крахин — соло-гитара, вокал
- Александр Стефаненко — бас-гитара, вокал
- Рифат Насыров — вокал
- Валентина Свисткова — вокал
- Аза Романчук — вокал
- Владимир Барашков — ударные
- Александр Теренин — бас-гитара

### Третий состав / рок-группа (1971—1982)
- Бари Алибасов — вокал, ударные, аранжировки, автор песен
- Игорь Сандлер — клавишные
- Александр Назаров — бас-гитара
- Михаил Арапов — электроорган
- Александр Крахин — соло-гитара, вокал
- Михаил Лазарев — гитара, банджо, флейта
- Борис Ахмешев — вокал, стил-гитара
- Альберт Гумаров — вокал, бас-гитара
- Александр Отческий — бас-гитара
- Петр Березовский — ударные
- Сергей Буренков — ударные
- Владимир Белозеров — гитара
- Анатолий Филипьев — вокал, клавишные, автор песен
- Владимир Доленко — клавишные, вокал
- Виктор Щедрин — вокал, гитара, губ. гармошка, блок-флейта
- Юрий Лоза — гитара, вокал

### Четвёртый состав / рок-группа (1983—1989)
- Бари Алибасов — вокал, аранжировки, автор песен
- Игорь Сандлер — клавишные
- Игорь Луцив — ударные
- Евгений Белоусов — вокал, бас-гитара
- Вадим Редькин — вокал
- Игорь Новиков — бас-гитара
- Дмитрий Рубин — бас-гитара
- Рифкат Даукаев — гитара
- Сергей Перегуда — гитара
- Александр Лукин - гитара
- Игорь Плисов — банджо
- Сергей Челобанов — вокал, клавишные, саксофон
- Виктор Щедрин — вокал, гитара, губ. гармошка, блок-флейта
- Ирина Комарова — вокал, бас-гитара, скрипка
- Владимир Козак — вокал, бас-гитара
- Владимир Кирюшкин — вокал, клавишные
- Валерий Юрин —вокал, гитара
- Марина Хлебникова — вокал
- Андрей Потанин — вокал, ударные
- Анатолий Кругляк — ударные
- Николай Крючков — ударные
- Владимир Кущев — гитара
- Андрей Рубцов — вокал, клавишные
- Владимир Полищук — вокал, бас-гитара

## Награды
- 1980 год — группа становится лауреатом (третье место) рок-фестиваля «Весенние ритмы. Тбилиси-80»[источник не указан 3385 дней].